# Julius Hahn (Verwaltungsjurist)
Julius Hahn (* 27. Februar 1871 in Klingenmünster; † nach April 1936) war ein deutscher Verwaltungsjurist.

## Leben
Julius Hahn studierte nach dem Besuch des Humanistischen Gymnasiums Speyer an der Ludwig-Maximilians-Universität München sowie in Heidelberg, Berlin und Würzburg (bis 1894). Nach dem Studium diente er als Einjährig-Freiwilliger. Im Anschluss an den Militärdienst trat er nach dem Vorbereitungsdienst 1899 in den bayerischen Staatsdienst ein. Im März 1894 wurde er zum Bezirksamtsassessor in Nördlingen ernannt. 1910 wurde er Regierungsassessor bei der Regierung von Oberfranken, 1913 Bezirksamtmann in Riedenburg, 1917 Regierungsrat (1922 Oberregierungsrat) bei der Regierung der Oberpfalz. Ab 1929 war er Regierungsdirektor bei der Regierung der Oberpfalz, Direktor der Kammer des Innern, Stellvertreter des Regierungspräsidenten und von 1930 bis 1932 übernahm er vertretungsweise die Leitung der Regierung der Oberpfalz. Seit 1. April 1932 war er bei der Regierung von Niederbayern und der Oberpfalz als Direktor der Kammer des Innern. Am 1. April 1936 ging er in den Ruhestand.